# فاموتيدين
فاموتيدين هو دواء من مثبطات مستقبلات الهيستامين من النمط الثاني يستخدم في علاج القرحة الهضمية والقلس المعدي المريئي.

## آلية تأثيره
مثله مثل بقية مضادات مستقبلات الهستامين يعمل الفاموتيدين على تقليل إفراز الحمض من الخلايا الجدارية في المعدة من خلال تثبيطه لمستقبلات الهستامين الموجودة في هذه الخلايا. وهكذا يساعد في حماية جدار المعدة وشفاء القرحة.

## الجرعة
40 مغ مرة واحدة يوميا قبل النوم لمدة 6 - 8 أسابيع لعلاج القرحة الهضمية
20 مغ مرتين يوميا لمدة 6 أسابيع لعلاج القلس المعدي المريئي

## الحرائك الدوائية
يعطى الفاموتيدين فمويا ويطرح معظمه مع البول ونسبة قليلة تفكك في الكبد
ولذلك يجب تعديل جرعته عند مرضى القصور الكلوي والقصور الكبدي

## الآثار الجانبية
يعتبر الفاموتدين دواء آمن وجيد التحمل آثاره الجانبية قليلة وبسيطة ومنها : إسهال صداع دوار ألم عضلي

## مقارنة
مقارنة بالسيميتدين وبقية مضادات مستقبلات H2 يعتبر الفاموتدين أكثر فعالية منها وآثاره الجانبية أقل من السيميتدين بكثير